# Ambicodamus leei
Espèce
Ambicodamus leei est une espèce d'araignées aranéomorphes de la famille des Nicodamidae.

## Distribution
Cette espèce est endémique d'Australie-Méridionale. Elle se rencontre dans le Sud-Est de l'État.

## Description
Le mâle holotype mesure 6,00 mm et la femelle paratype 6,80 mm.

## Étymologie
Cette espèce est nommée en l'honneur de David C. Lee.

## Publication originale
- Harvey, 1995 : The systematics of the spider family Nicodamidae (Araneae: Amaurobioidea). Invertebrate Taxonomy, vol. 9, no 2, p. 279-386.